# Hualmay (distrito)
O Distrito peruano de Hualmay é um dos doze distritos que formam a Província de Huaura, situada no Departamento de Lima, pertencente a Região Lima, na zona central do Peru.

## Transporte
O distrito de Hualmay não é servido pelo sistema de estradas terrestres do Peru.